# Синкоуска битка
Синкоуската битка (на традиционен китайски: 忻口會戰, на опростен китайски: 忻口会战, на пинин: Xīnkǒu Huìzhàn) е решаващо сражение от Тайюенската битка. Тя е вторият от 22-те големи сблъсъка между Националната революционна армия и Японската имперска армия през Втората китайско-японска война.
След тази битка и последвалата битка около град Тайюен, китайците на практика губят контрол над Северен Китай и съпротивата им е ограничена до незначителни партизански атаки зад вражеските линии. Сътрудничеството между китайските комунисти и националисти и сериозните загуби на японците вдъхновяват много китайци да се присъединят към борбата срещу японските нашественици.